# 宽柱鸢尾
宽柱鸢尾（学名：Iris latistyla）是鸢尾科鸢尾属的植物，为中国的特有植物。分布在中国大陆的西藏等地，生长于海拔3,100米至4,000米的地区，多生在林缘、灌丛以及田边草地，目前尚未由人工引种栽培。